# Schloss Hallegg

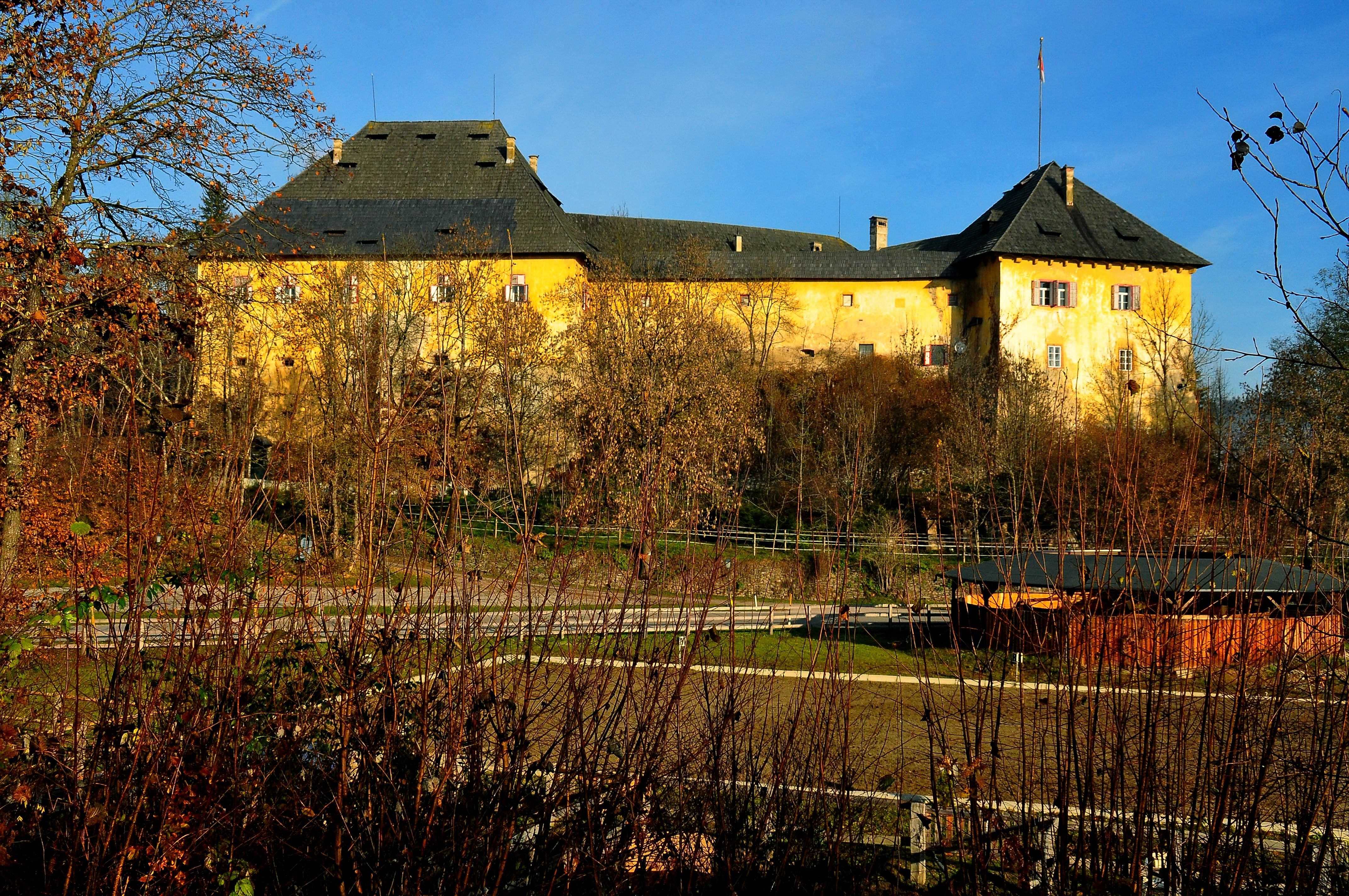
Schloss Hallegg, Südansicht (2009)

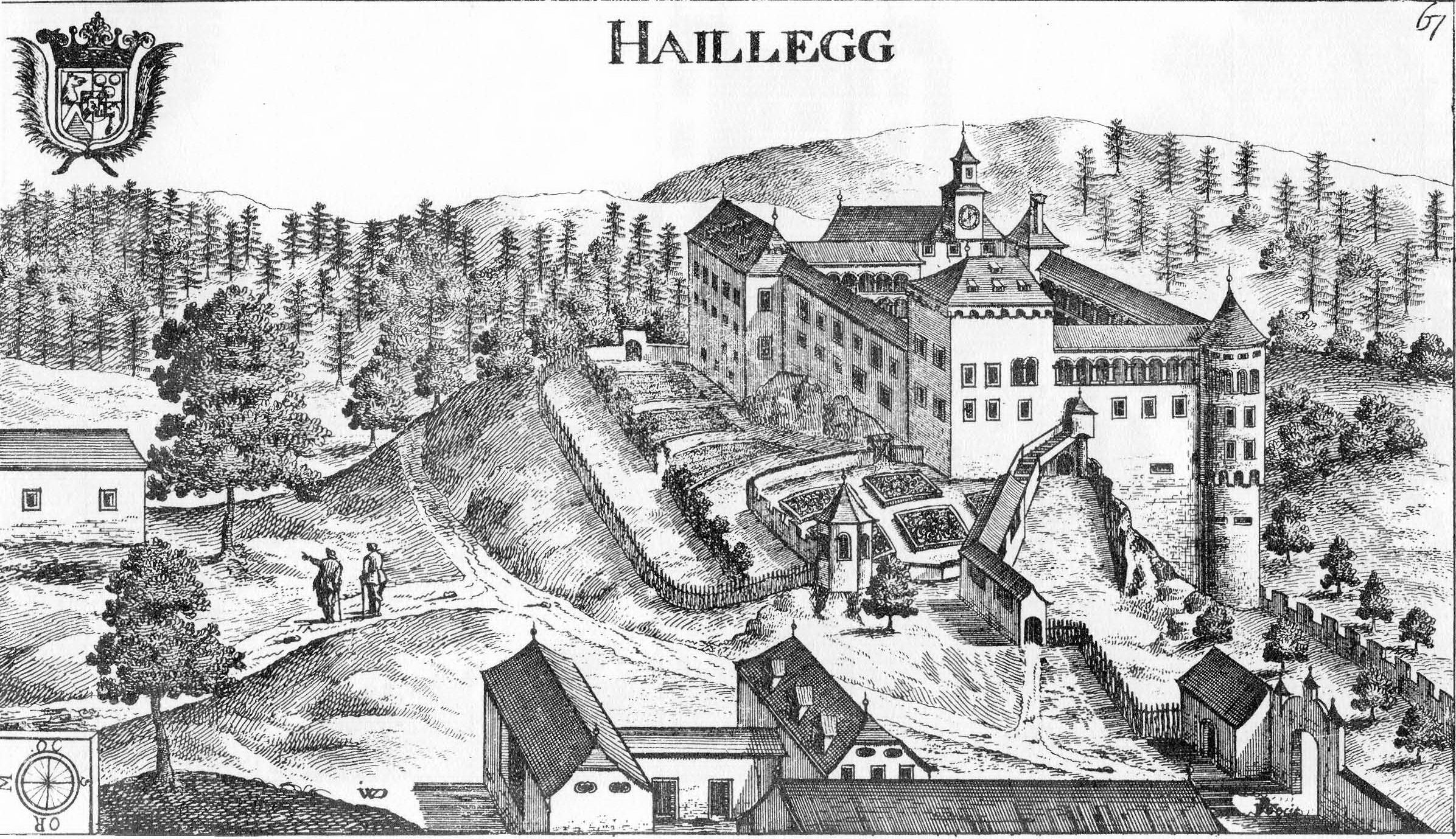
Abbildung von Schloss Hallegg in: J. W. Valvasor: Topographia Archiducatus Carinthiae antiquae et modernae completa, 1680.

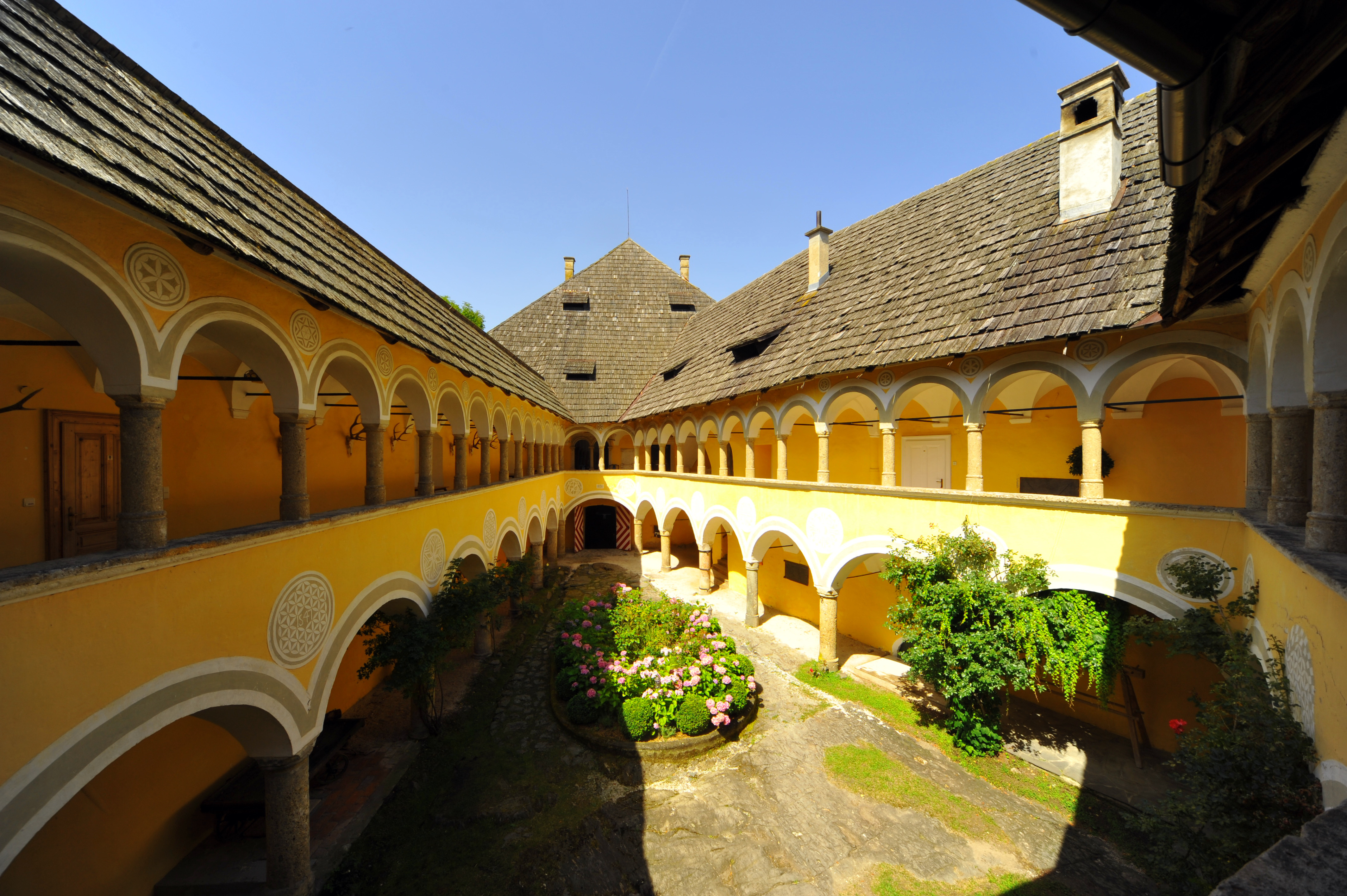
Oberer Arkadenhof

Schloss Hallegg ist ein im Wesentlichen aus dem 16. Jahrhundert stammendes Schloss im Nordwesten der Kärntner Landeshauptstadt Klagenfurt am Wörthersee. Es steht auf einem nach Osten abfallenden Berghang.

## Geschichte
Die erste urkundliche Erwähnung von Hallegg stammt aus dem Jahr 1213, als die Burg der Ministerialen Gerhardus und Albertus de Haileke, Ahnen der Familie Hallegg, genannt wurde. Am Ende des 13. Jahrhunderts wurden Heidenreich Ottlin und Albert, herzogliche Ministeriale, als Besitzer genannt. Im Jahr 1433 wurde Siegmund Rogendorfer mit Hallegg belehnt, 1485 Konrad Färber.
Im Jahr 1535 wurde Hallegg von Christoph Welzer erworben. Dessen Familie veranlasste die Umgestaltung der Burg zu einem Schloss, sie wurde zunächst von Moritz Welzer im Jahr 1546 umgebaut und durch Viktor Welzer im Jahr 1576 vergrößert. Das Schloss blieb bis ins 19. Jahrhundert im Besitz der Welser, kam dann an die Familie Goëss, und wechselte anschließend häufig den Besitzer. Restaurierungen erfolgten im Jahr 1929 (Instandsetzung), in den Jahren 1953/54 (Innenhof) und im Jahr 1996 (Außenrestaurierung). Das Schloss befindet sich heute in Privatbesitz der Familie Helmigk.

## Baubeschreibung
Schloss Hallegg ist ein großer, unregelmäßiger Bau. Der Bau ist burgartig, die Trakte liegen um zwei Innenhöfe. Die Fassaden sind schmucklos, die Fensterreihen unregelmäßig.
Im Westen der Anlage liegt ein repräsentativer Wohntrakt mit einem hohen Walmdach. Der Trakt wurde unter Viktor Welzer errichtet. Im tonnengewölbten Rittersaal im ersten Stock befindet sich eine marmorne Inschriftentafel, nach der Viktor Welzer und Eberstein und Hallegg und Lemberg und seine Gattin Elisabeth Khevenhüller den Trakt erbauen ließen. Das Ehepaar hatte schon Schloss Welzenegg erbaut. Nach Osten schließt sich der zweigeschoßige Arkadenhof an. In den Bogenzwickeln befinden sich Sgraffiti, die auf im Jahr 1547 datiert sind und unter anderem die Wappen der Familien Welzer und Khevenhüller zeigen, sowie die Jahreszahl im Jahr 1213. Der Hof bildet ein unregelmäßiges, langgestrecktes Fünfeck. Nach Osten führt ein bogenförmiger, überwölbter Zugang in den Südosttrakt des Schlosses, der unter Moritz Welzer entstanden sein dürfte. An der Nordseite des Arkadenhofs liegt hakenförmig der mittelalterliche Kern der Anlage, dem nordseitig unter Moritz Welzer ein Torturm angebaut wurde. Nordöstlich davon liegt der zweite Innenhof, der im Norden und Osten von dreigeschoßigen Laubengängen begrenzt ist. An der Nordostecke des Hofs befindet sich der von Konsolen getragene Kapellenturm. Die Kapelle ist dem heiligen Franziskus geweiht und wurde im Jahr 1616 erstmals erwähnt. Die im Jahr 1749 entstandenen Fresken in der Kapelle sind nicht erhalten.